# Josef Höllige

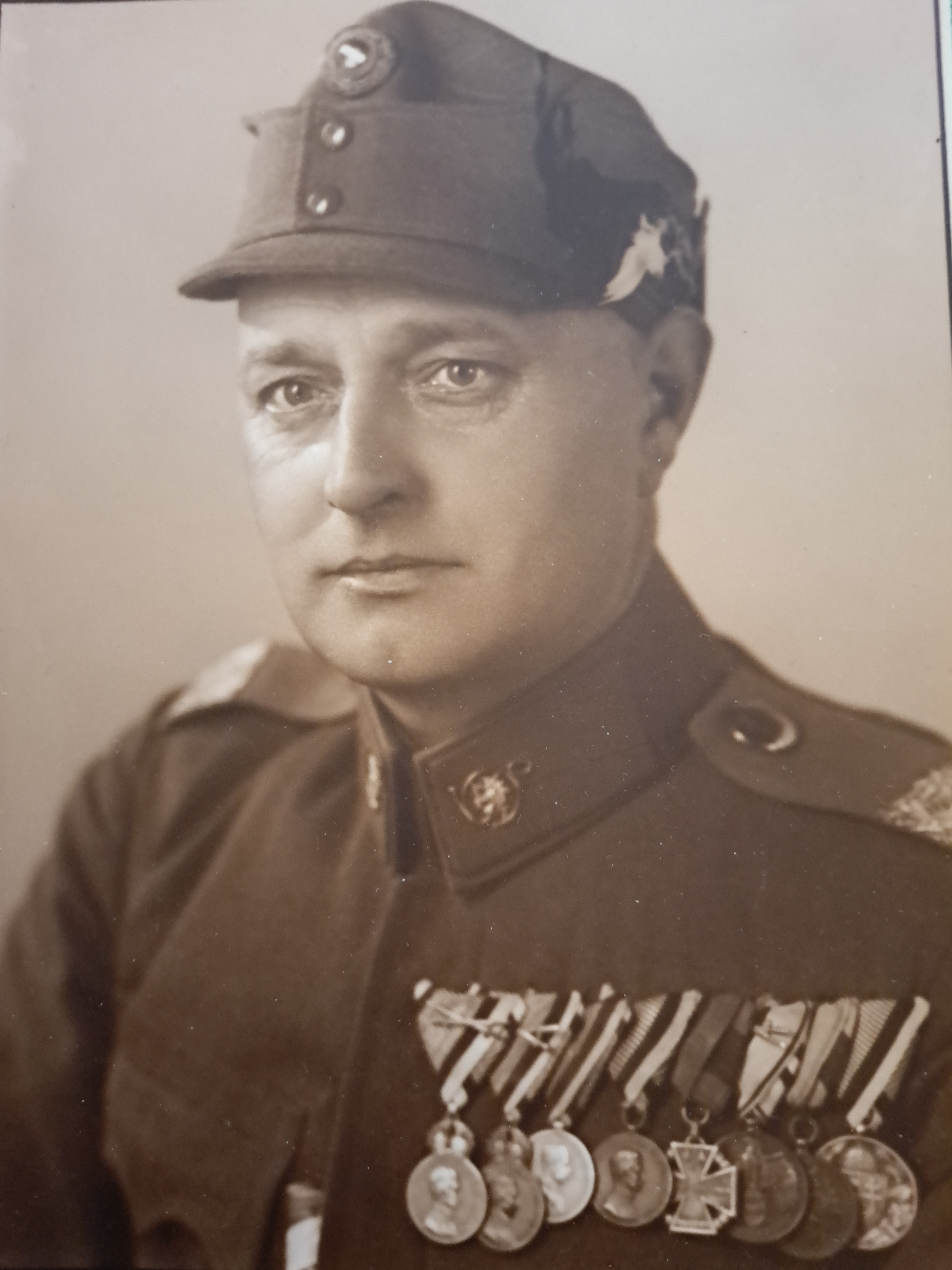
Josef Höllige

Josef Höllige (* 31. Oktober 1893 in Retz, Österreich; † 28. August 1944 in Loriol, Frankreich) war ein österreichischer Politiker.

## Leben
Josef Höllige ist der Sohn des Johann Baptist Höllige und Josefa Höllige geborene Schneider – Mühlenbesitzer und Bäckermeister.
Höllige legte die Matura ab und leistete seinen Militärdienst als Einjährig-Freiwilliger zwischen 1914 und 1918 während des Ersten Weltkriegs.
Am 23. Juni 1921 heiratete er Aurelia Maria Anna Richter, Tochter von Carl Richter und Anna Metzger aus einer Lebzelter und Wachszieher-Familie, im Stephansdom in Wien. In Retz übernahm er die väterliche Bäckerei und errichtete eine elektrische Mühle.
Aufgrund wirtschaftlicher Probleme meldete sich Josef Höllige zum Dienst in der deutschen Wehrmacht und fiel am 28. August 1944 als Hauptmann in Loriol, Frankreich. Er wurde zunächst von seinen Kameraden in einem einfachen Grab vor Ort beerdigt und später auf dem deutschen Soldatenfriedhof in Dagneux, Frankreich, beigesetzt.

## Politik
Politisch war er als Gemeinderat aktiv und engagierte sich bei der Errichtung der 1925 eröffneten Handelsschule in Retz. Während der Zeit des Austrofaschismus vertrat Josef Höllige den Stand der Land- und Forstwirtschaft zwischen dem 22. November 1934 und dem 12. März 1938 im Niederösterreichischen Landtag unter Engelbert Dollfuß und Kurt Schuschnigg.